# シロキクラゲ目
シロキクラゲ目（シロキクラゲもく、学名: Tremellales）は、担子菌門に属する目の一つ。

## 概容
シロキクラゲ目は、菌類や樹木、植物上に生えるキノコの集合である。キクラゲ目等に似ているが、担子器そのものが縦に四分され、それぞれから長い柄を出してその先に担子胞子を形成する点で、はっきりと区別される。
主なものに共通する特徴として、軟質でゴムのような子実体を形成するという特徴がある。この子実体は乾いていくと白色または褐色に変色し、艶が無い皮革状に変化する。いったん乾いた子実体は回復しないように思われやすいが、水を含むと軟質な子実体に戻り、数時間で胞子を放出し始める。子実層には歯牙状の突起があり、ハリタケ属に似ている。保水力が高いのは、ムコ多糖などの多糖類や食物繊維が多く含まれるためで、これらの成分からこの目（もく）のキノコは美容などのために良いとされる。